# San Gabriel (Califòrnia)
|  | Aquest article tracta sobre la ciutat de Califòrnia. Si cerqueu altres llocs anomenats San Gabriel a Califòrnia, vegeu «San Gabriel». |

San Gabriel - oficialment San Gabriel, California - és una ciutat al Comtat de Los Angeles a Califòrnia, Estats Units. rep el seu nom per la missió espanyola Mission San Gabriel Arcángel, fundada per Juníper Serra. San Gabriel es va incorporar el 1913. El lema de la ciutat és "A city with a Mission" (“una ciutat amb una Missió”) i sovint se l'anomena el "Birthplace" (lloc de naixement) de la zona metropolitana de Los Angeles. En el cens de 2010 tenia 39.718 habitants.

## Història
Abans de l'arribada dels espanyols a Alta Califòrnia, aquesta zona estava habitada pels amerindis tongva a qui els espanyols anomenaven els gabrieleños. El nom tongva per la regió de San Gabriel s'ha reconstruït com a Shevaa.
Actualment un centre per l'art i la cultura, la Missió San Gabriel Arcángel, fundada pel Pare mallorquí Juníper Serra, és la quarta de les missions de Califòrnia i és coneguda com a "Pride of the California Missions."(l'orgull de les missions californianes)

## Geografia
San Gabriel té les coordenades 34° 5′ 39″ N, 118° 5′ 54″ O / 34.09417°N,118.09833°O (34.094176, -118.098449). Aquesta regió té un clima mediterrani segons la classificació de Köppen, San Gabriel es codifica com "Csb".